# Electrodo selectivo de fluoruro

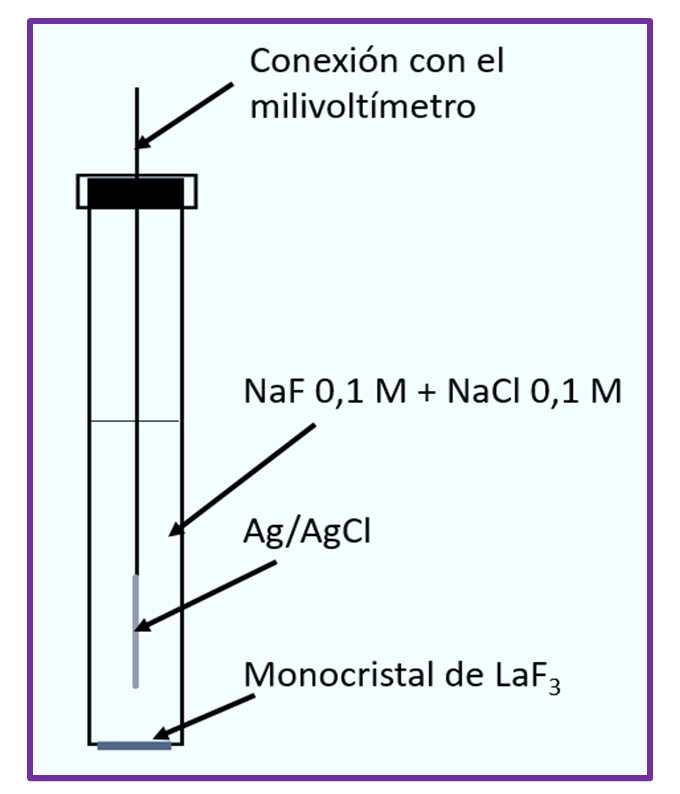
Esquema del electrodo selectivo de fluoruro

Un electrodo selectivo de fluoruro es un tipo de electrodo selectivo de iones sensible a la concentración de iones de fluoruro, por lo que habitualmente se usa para la determinación de la concentración de iones F- en muestras acuosas que puedan contenerlo. Básicamente está formado por una membrana monocristalina de trifluoruro de lantano (LaF3) impurificado (dopado, en el argot técnico) con una pequeña cantidad de fluoruro de europio (EuF2). Este monocristal impurificado actúa como membrana selectiva a la vez que sirve de cierre de la parte inferior de un tubo de material polimérico inerte, que contiene una disolución de relleno con ion fluoruro a concentración (o actividad) constante y el electrodo de referencia interna, habitualmente un hilo de plata impregnado de cloruro de plata. La presencia de impurezas de fluoruro de europio (EuF2) hace que el monocristal de trifluoruro de lantano presente huecos reticulares que permite la migración de los iones fluoruro (F-) desde la disolución interior del electrodo hacia la disolución de medida (o viceversa), estableciéndose una diferencia de potencial que es proporcional a la diferencia de concentraciones y que puede ser medida con un milivoltímetro conectado al electrodo y a otro electrodo de referencia.

## Fundamento
El fluoruro de lantano, LaF3, es una sustancia muy adecuada para la preparación de membrana cristalina para determinar ion fluoruro, ya que el monocristal presenta cierta conductividad eléctrica que puede intensificarse mediante el dopado o adición de fluoruro de europio, EuF2, pues  la inclusión de esta sustancia en el cristal, crea vacantes en la red que permiten la movilidad iónica.  Las membranas se preparan cortando discos a partir de un solo cristal del compuesto impuro y se colocan como cierre inferior de un tubo de material inerte que actúa como celda electroquímica de concentración, ya que el interior contiene una disolución de fluoruro sódico, NaF a concentración (o actividad constante). La diferencia de potencial entre la cara interior de la membrana y la exterior, en contacto con la disolución que contiene el ion fluoruro a determinar, es proporcional a la concentración de esta última. El mecanismo de desarrollo de un potencial sensible al fluoruro en una membrana de fluoruro de lantano es muy análogo al de las membranas de vidrio utilizadas para la medida pH. Es decir, la ionización crea una carga en la superficie de la membrana en las dos interfases, como se muestra mediante la ecuación: 
{\displaystyle {\ce {LaF3(s) <=> LaF2+(s) + F- (aq)}}}
La respuesta o potencial de electrodo puede ser descrita mediante la ecuación:
{\displaystyle E(V)=Const.+{\frac {0,0592}{n}}\log \alpha _{F}}
donde n, el número de electrones intercambiado, es 1 y αF es la actividad del ion fluoruro en la disolución de medida. Como la transferencia de carga a través del cristal se debe casi exclusivamente al fluoruro, el electrodo es altamente específico para este anión. El único ion que interfiere significativamente es el hidróxido (OH−). Generalmente, este "error alcalino" se puede evitar tamponando la muestra a un pH inferior a 8, pero evitando que sea inferior a 4, pues por debajo de este pH, parte del F- se encuentra en equilibrio con el ácido, HF, cuyo pKa es de 3,2, al cual el electrodo no presenta respuesta. En la práctica, a la disolución de medida se le añade una pequeña cantidad de solución reguladora que contiene una alta concentración de electrólitos fuertes, con el objetivo de mantener la fuerza iónica y el pH constante, de forma que la ecuación de respuesta del electrodo puede expresarse como una expresión dependiente de la concentración de F-. 
{\displaystyle E(V)=Const.+0,0592\log[F^{-}]}
La medida del potencial de electrodo se lleva a cabo frente a un electrodo de referencia, generalmente de Ag/AgCl, que puede ser representada mediante el siguiente diagrama, de acuerdo con las convenciones simplificadas de barras:
| Ag(s) \| AgCl(s) \| Cl-(s) \|\| F-(aq) (exterior monocristal) \| F-(aq) (interior monocristal) Cl-(aq)\| AgCl(s) \| Ag(s) |                            |                                  |                           |
| Electrodo de referencia                                                                                                   | Disolución de medida de F- | Disolución interna del electrodo | Electrodo de ref. interno |

El electrodo selectivo de fluoruro presenta respuesta nernstiana (acorde con la ecuación de Nernst) a la actividad de los iones F- en un intervalo comprendido entre 10-6 y 1 M.